# Apollo 17

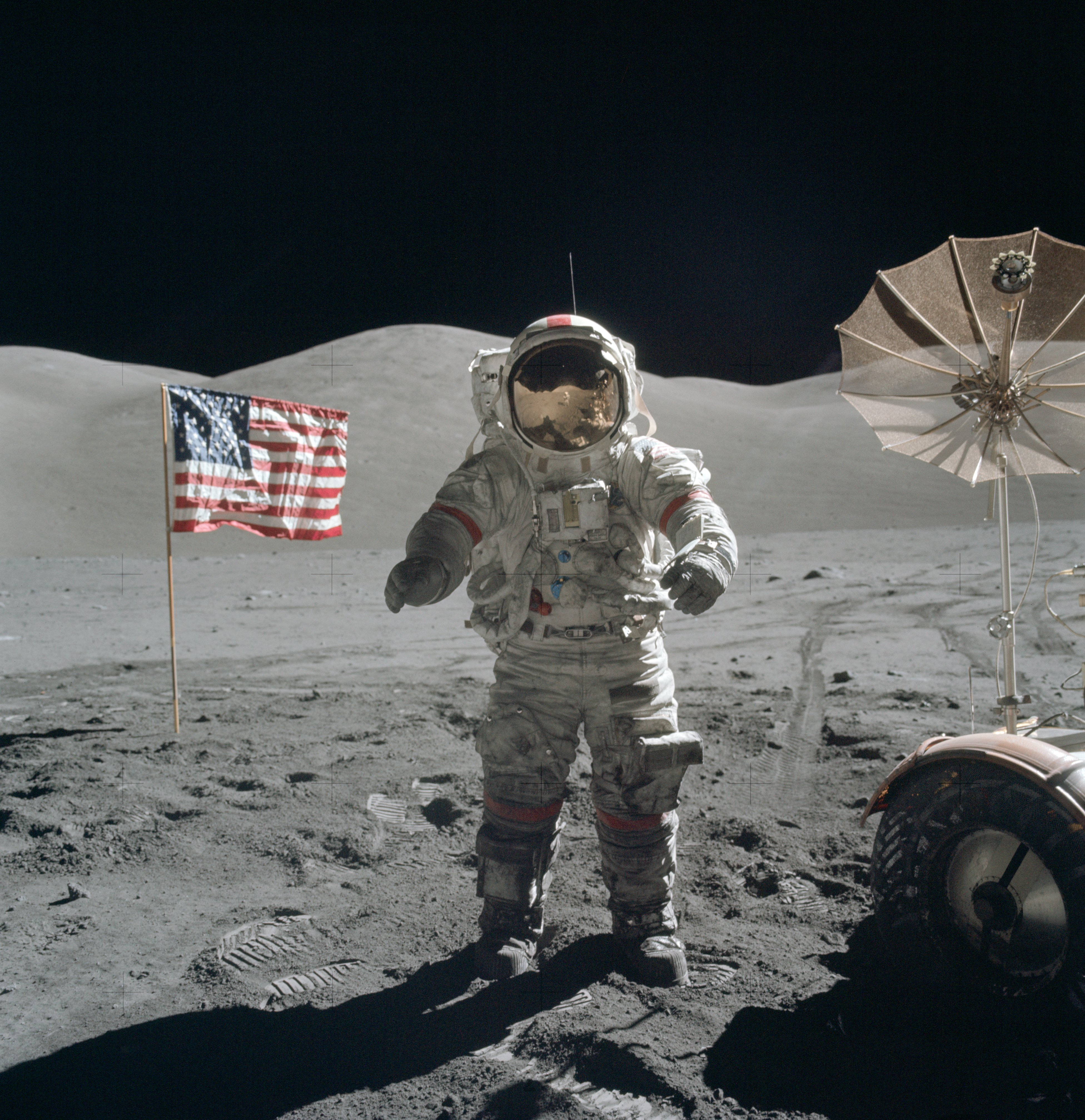
Ảnh chụp Eugene Cernan trên Mặt Trăng

Apollo 17 (ngày 7–19 tháng 12 năm 1972) là sứ mệnh hạ cánh lên Mặt Trăng cuối cùng trong chương trình Apollo của NASA, và vẫn là lần gần đây nhất con người du hành ngoài quỹ đạo thấp của Trái đất và cũng là lần gần đây nhất con người đặt chân lên Mặt trăng. Phi hành đoàn Apollo 17 bao gồm Chỉ huy Eugene Cernan, Phi công Mô-đun Mặt trăng Harrison Schmitt, và Phi công Mô-đun Chỉ huy Ronald Evans, và nó thực hiện một thí nghiệm sinh học với năm con chuột.
Apollo 17 là lần phóng ban đêm đầu tiên của một tàu không gian vũ trụ có người lái của Hoa Kỳ và lần cuối cùng tên lửa Saturn V được áp dụng cho tàu có người lái. Đó là một "nhiệm vụ loại J" bao gồm ba ngày trên bề mặt Mặt Trăng, khả năng khoa học mở rộng, và chiếc xe vận hành trên Mặt Trăng thứ ba (LRV). Trong khi Evans vẫn còn trong quỹ đạo Mặt Trăng trong Command / Service Module (CSM), Cernan và Schmitt đã dành hơn ba ngày trên Mặt Trăng trong thung lũng Taurus – Littrow và hoàn thành ba lần đi bộ trên bề mặt Mặt Trăng, lấy mẫu đất đá và triển khai các dụng cụ khoa học. Evans đã thực hiện các phép đo và hình ảnh khoa học từ quỹ đạo bằng cách sử dụng Mô-đun thiết bị khoa học được gắn trong mô-đun dịch vụ.
Vị trí đích đã được chọn phù hợp với mục tiêu chính của Apollo 17: để lấy mẫu vật liệu vùng cao nguyên lớn hơn tác động hình thành Mare Imbrium, và điều tra khả năng hoạt động núi lửa tương đối mới trong cùng khu vực. Cernan, Evans và Schmitt trở lại Trái Đất vào ngày 19 tháng 12 sau thời gian 11 ngày.

## Phi hành đoàn

ㅤㅤㅤㅤㅤㅤㅤㅤㅤ

Năm 1969, NASA công bố rằng phi hành đoàn dự phòng của Apollo 14, dự kiến bay vào năm 1971, sẽ là Eugene Cernan, Ronald Evans và cựu phi công X-15 Joe Engle (người đã thực hiện 16 chuyến bay trên X-15 đã ba lần đưa anh ta vượt qua biên giới không gian 50 dặm (80 km)). Bởi vì chương trình Apollo thường dự kiến một phi hành đoàn dự phòng sẽ bay với tư cách là phi hành đoàn chính trong ba nhiệm vụ sau đó, Cernan, Evans và Engle được xếp hàng để trở thành phi hành đoàn chính của Apollo 17. Trong khi đó, Harrison Schmitt - một nhà địa chất chuyên nghiệp - được chỉ định làm phi hành đoàn dự phòng của Apollo 15 và dự kiến bay với tư cách là Phi công Mô-đun Mặt trăng trên Apollo 18.
Tuy nhiên, Apollo 18 đã bị hủy bỏ vào tháng 9 năm 1970. Cộng đồng khoa học sau đó đã thúc ép NASA tìm cách chỉ định một nhà địa chất - chứ không chỉ là một phi công được đào tạo về địa chất - tham gia một chuyến hạ cánh của Apollo. Vì vậy, NASA đã chỉ định Schmitt làm Phi công Mô-đun Mặt trăng của Apollo 17.
Điều đó mở ra câu hỏi ai sẽ lấp đầy hai chỗ trống khác của Apollo 17: phần còn lại của phi hành đoàn dự phòng Apollo 15 (Dick Gordon và Vance Brand) hoặc phi hành đoàn dự phòng Apollo 14 (trừ Engle). Cuối cùng, Giám đốc Điều hành Phi hành đoàn của NASA Deke Slayton đã chọn Cernan và Evans.